# Edmundo Díaz Sotelo
Edmundo Díaz Sotelo (* 22. April 1965 in Acapulco) ist ein mexikanischer Kameramann und Filmeditor. Er arbeitet hauptsächlich im Portugiesischen Film.

## Leben
Nach ersten Arbeiten für mexikanische Filmproduktionen arbeitete er 2001 erstmals für eine portugiesische Produktion, als er dem portugiesischen Kameramann Acácio de Almeida bei Raquel Freires beachtetem Film Rasganço assistierte. 2003 übernahm Díaz bei Rita Azevedo Gomes’ Spielfilm Altar die Kamera und arbeitete seither vorwiegend für portugiesische Regisseure, darunter einige renommierte Namen wie Fernando Lopes, João Botelho, Mário Barroso und Bruno de Almeida. Sporadisch arbeitete er aber auch weiter für Filme aus dem Spanischsprachigen Raum.
Für seine Aufnahmen für José Maria Vaz da Silvas Kurzfilm Caravaggio wurde er 2008 beim portugiesischen OvarVideo-Filmfestival in Ovar für die beste Kamera ausgezeichnet.
2021 drehte er für die brasilianische Regisseurin Teresa Prata ihren Dokumentarfilm über den portugiesischen Architekten und Stadtplaner Nuno Portas (Vater des Politikers Paulo Portas).

## Filmografie

### Kamera
- 1989: Un momento de ira (Kurzfilm); R: Jaime Humberto Hermosillo
- 1991: Un moral de mostrador (Kurzfilm); R: Isabel Cristina Fregoso, Maru Suarez
- 1993: Decisiones (Kurzfilm); R: Isabel Cristina Fregoso
- 2003: Altar; R: Rita Azevedo Gomes
- 2004: Lá Fora; R: Fernando Lopes
- 2004: O Milagre segundo Salomé; R: Mário Barroso
- 2005: O Fatalista; R: João Botelho
- 2006: 98 Octanas; R: Fernando Lopes
- 2007: The Lovebirds; R: Bruno de Almeida
- 2007: Sereia (Kurzfilm); R: José Maria Vaz da Silva
- 2008: Caravaggio (Kurzfilm); R: José Maria Vaz da Silva
- 2008: O Meu Amigo Mike ao Trabalho; R: Fernando Lopes
- 2008: O Senso dos Desatinados (Kurzfilm); R: Paulo Guilherme
- 2008: Dora (Kurzfilm); R: Isabel Aboim Inglez
- 2009: Os Sorrisos do Destino; R: Fernando Lopes
- 2009: Segredos (Kurzfilm); R: José Maria Vaz da Silva
- 2009: La Mano Azul (Doku.); R: Floreal Peleato
- 2010: Lost in Azores (TV-Serie, fünf Folgen)
- 2010: Amor Cego; R: Paulo Filipe
- 2011: Elegía del trópico (Doku.); R: Floreal Peleato
- 2011: Coisas de Gaiatos (Kurzfilm); R: Carlos Lima auch Schnitt
- 2012: Em Câmara Lenta; R: Fernando Lopes
- 2012: Operação Outono; R: Bruno de Almeida
- 2014: Aldeia Branca (Fernsehfilm, Doku.); R: Carlos Lima
- 2017: Ferro Sangue (Kurzfilm); R: Fábio Penela
- 2021: A Cidade de Portas (Doku.); R: Humberto Kzure, Teresa Prata

### Schnitt
- 1999: Vocación de martirio (Kurzfilm); R: Iván Ávila Dueñas
- 2011: Coisas de Gaiatos (Kurzfilm); R: Carlos Lima auch Kamera